# Orquestra Barroca do Amazonas

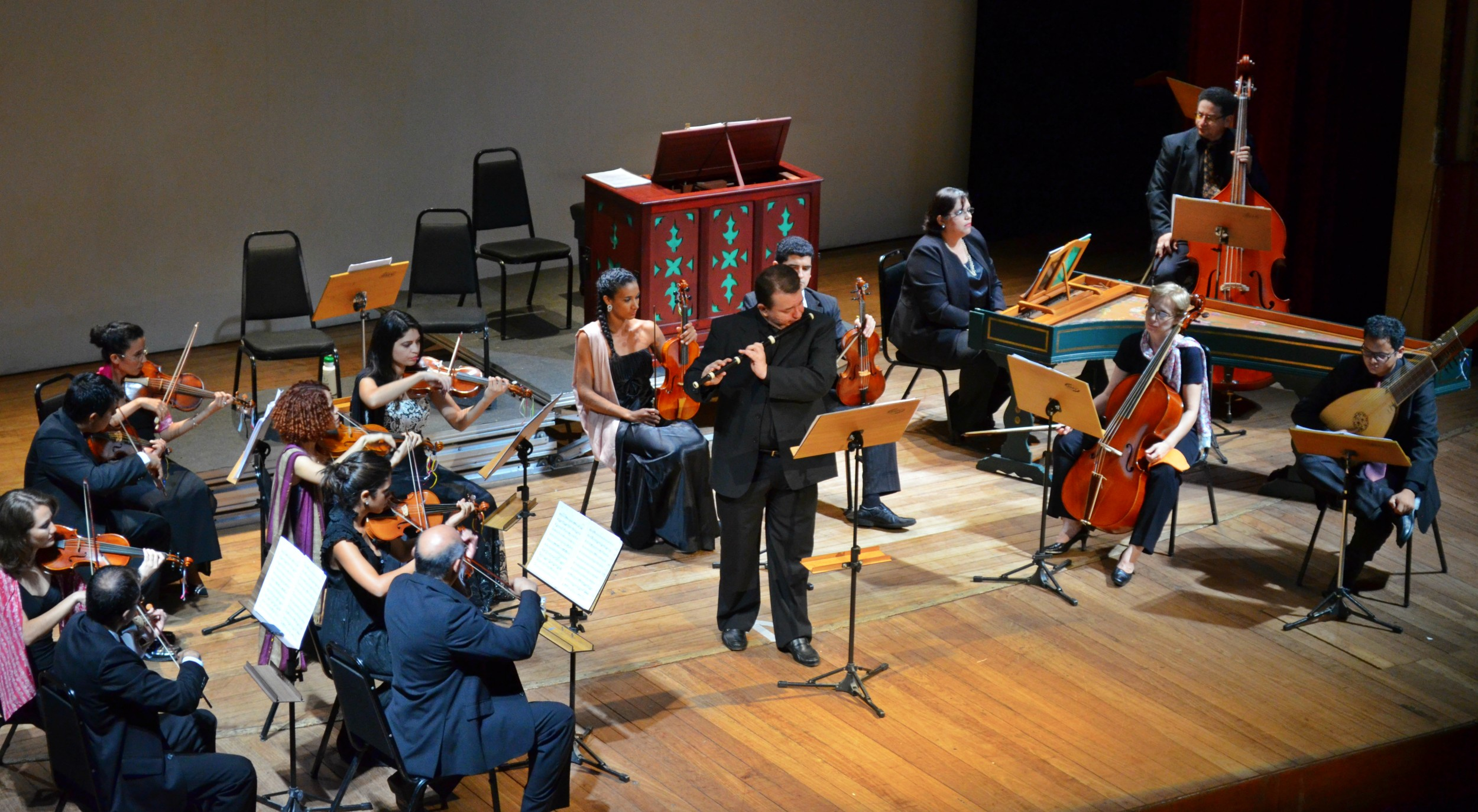
Concerto da OBA no Teatro Amazonas

Orquestra Barroca do Amazonas (OBA) é uma orquestra brasileira, sediada em Manaus e especializada no repertório luso-brasileiro do período colonial.

## Histórico
A OBA foi formada em 2009 por professores e alunos de graduação e pós-graduação da Universidade do Estado do Amazonas. Para executar o patrimônio brasileiro do período colonial, especialmente do século XVIII e começo do século XIX, o grupo optou por usar cópias fieis de instrumentos de época, além de se dedicar à pesquisa histórica das fontes musicais. Entre os instrumentos há violinos e violas que reproduzem modelos de Alessandro Gagliano (1725), Antonio Stradivarius (1730) e Grancino (1745), montados conforme a iconografia brasileira do período.
Desde sua criação, a OBA já esteve em diversas cidades do Brasil, além de ter se apresentado em Portugal, Itália e Espanha. Os concertos acontecem em festivais de ópera e música sacra, tanto em igrejas e teatros históricos quanto em modernas salas de concerto.
Em 2013, a orquestra gravou o CD Dei Due Mondi, com obras de autores italianos e ibéricos, que influenciaram a formação do repertório luso-brasileiro. No mesmo ano, percorreu 25 cidades brasileiras com o projeto òpera do Brasil Colonial, em que executou árias de óperas como Capitão Belizário, A Mulher Amorosa, As Variedades de Proteu, Precipício de Faetonte, Dido Desamparada, Guerras do Alecrim e Mangerona e Demetrio.

## Integrantes

### Cantores
- Mirian Abad - soprano
- Thelvana Freitas - mezzo-soprano
- Fabiano Cardoso - tenor
- Roberto Paulo Silva - barítono

### Instrumentistas
- Gustavo Medina, Tiago Soares, Juliana Lima Verde, Andreza Viana - violino 1
- Manoella Costa, Silvia Raquel Lima, Raúl Gustavo Falcón - violino 2
- Gabriel Lima, Elcione Santos - viola
- Edoardo Sbaffi - violoncelo
- Diego Soares - contrabaixo
- Benjamin Prestes arquialaúde e guitarra barroca
- Mario Trilha/ Vanessa Monteiro - cravo e órgão
- Márcio Páscoa - flauta e direção musical; Arley Raiol - flauta[8]

## Galeria

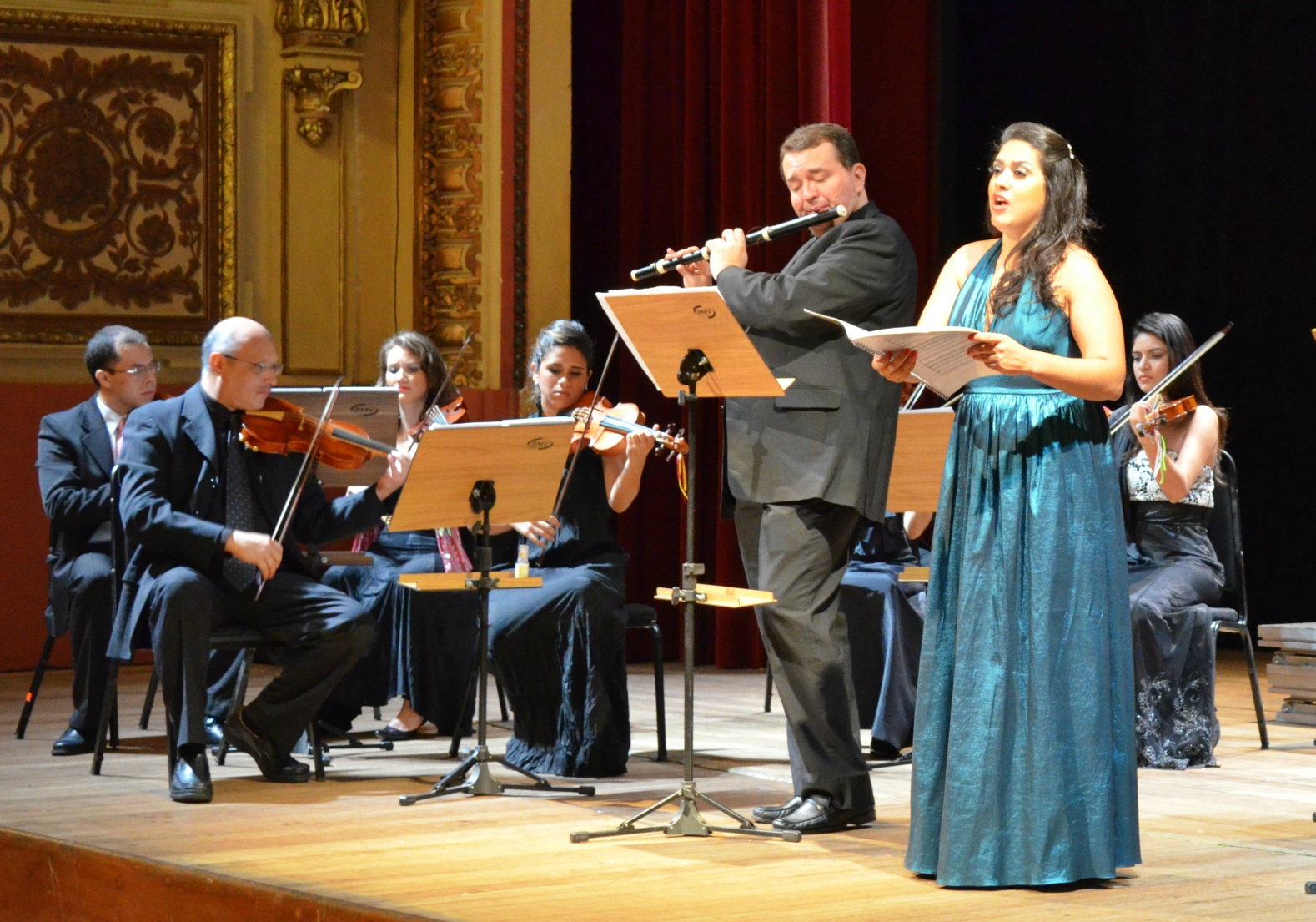
Concerto no Teatro Amazonas. April 13, 2013
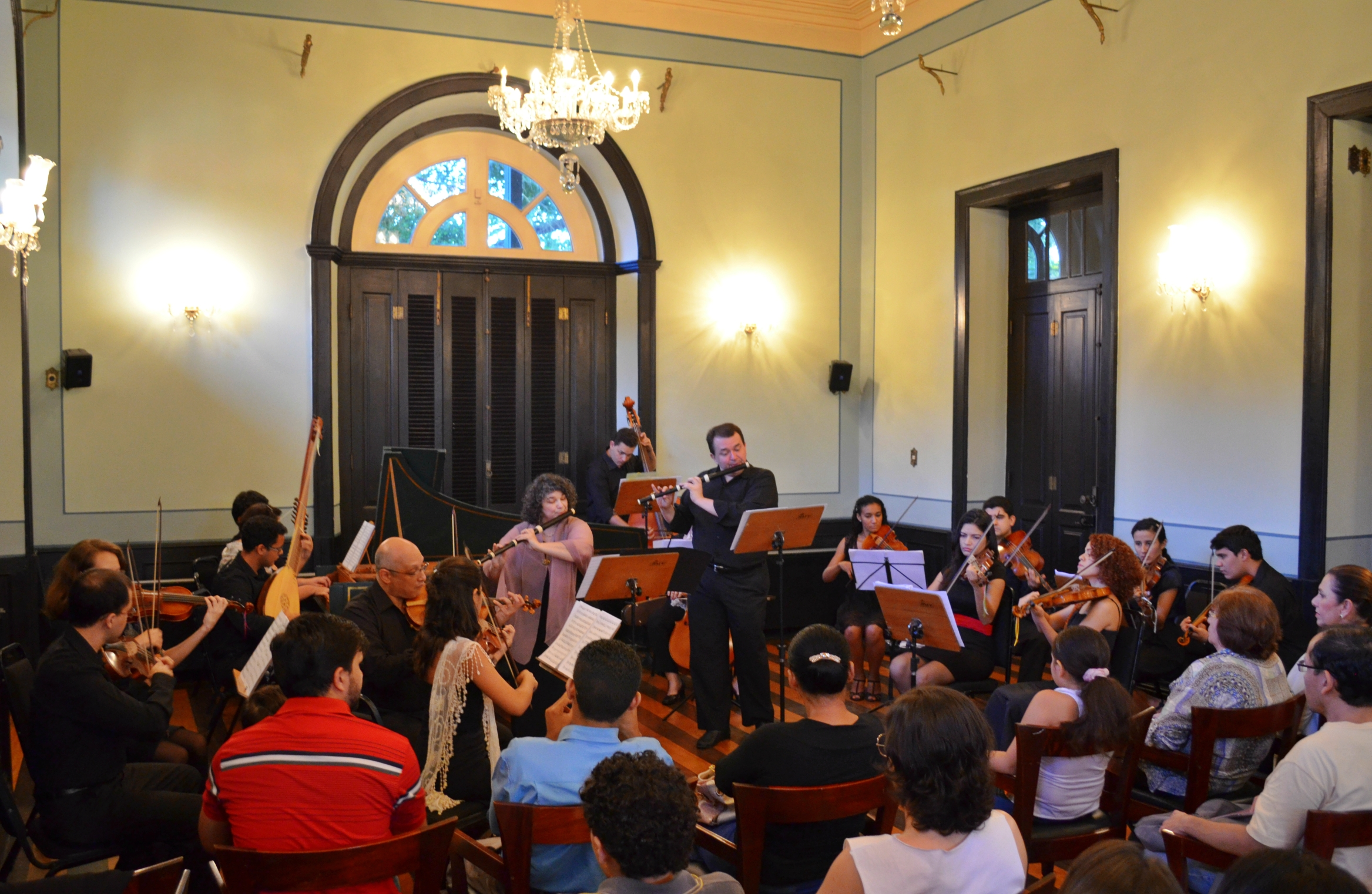
Concerto no Palácio Rio Negro, Manaus
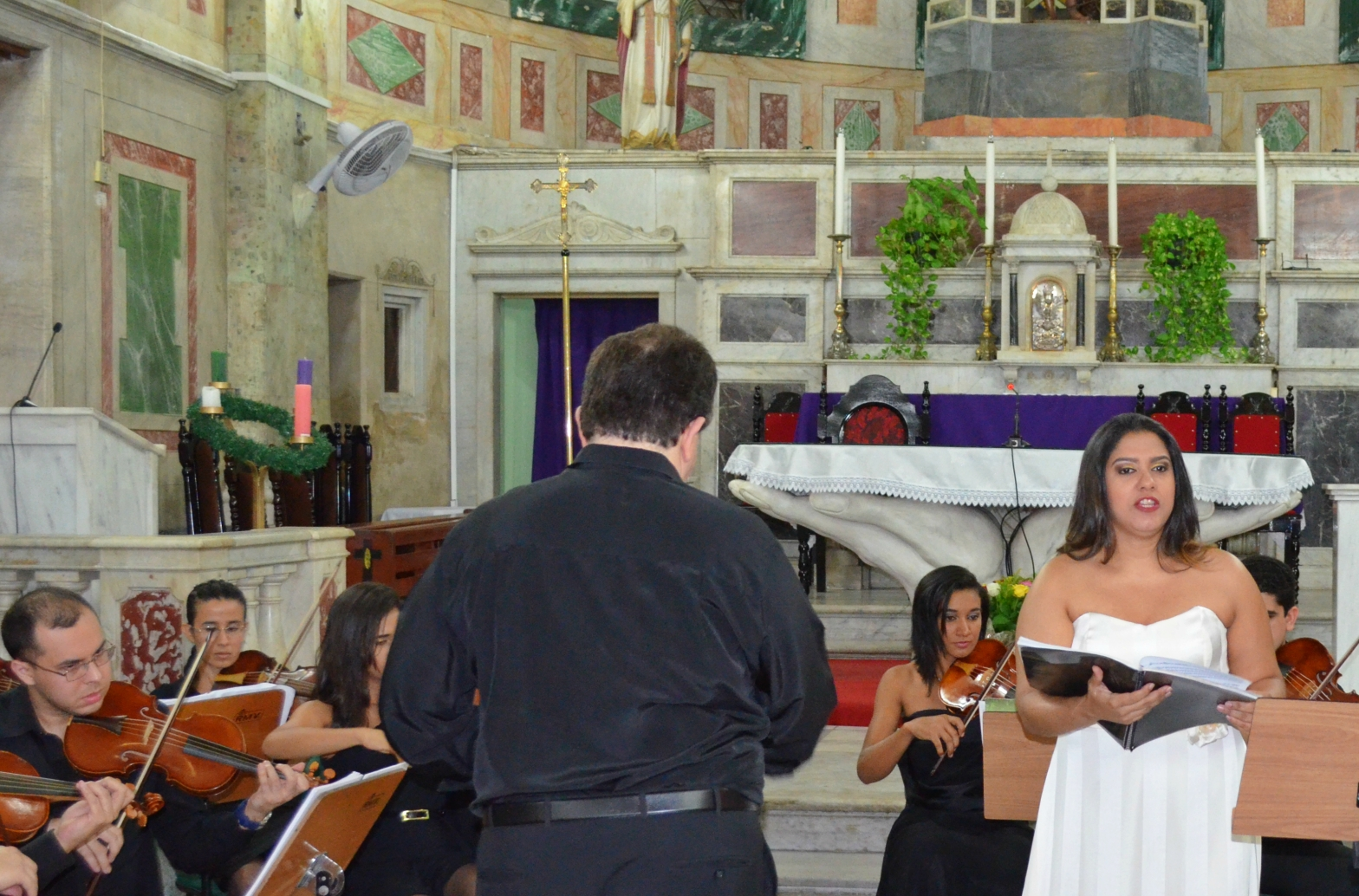
Concerto na Igreja de São Sebastião, Manaus
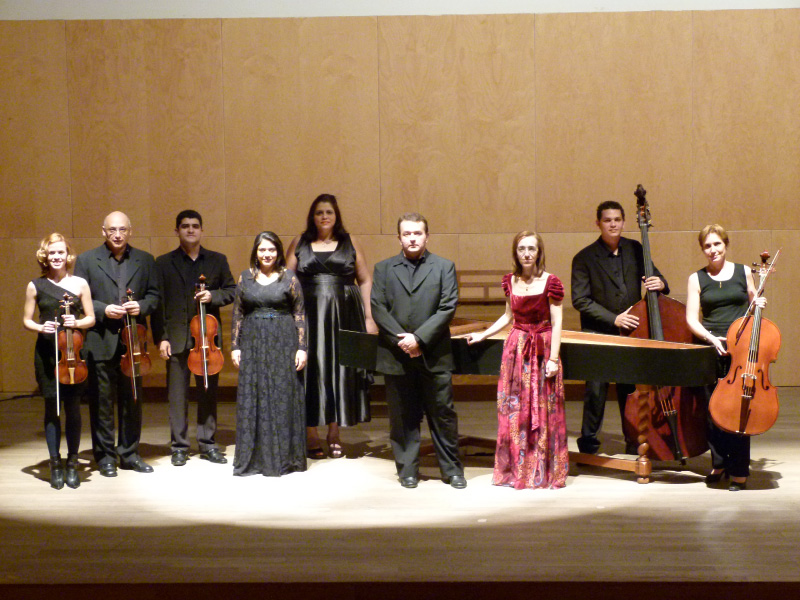
Concerto no Palazo Arzobispal em Salamanca